# Röthenfeld
Röthenfeld ist ein Gemeindeteil der Gemeinde Alfeld im Landkreis Nürnberger Land (Mittelfranken, Bayern). Röthenfeld liegt in der Gemarkung Pollanden.

## Geografie
Die Einöde befindet sich etwa eineinhalb Kilometer westsüdwestlich des Ortszentrum von Alfeld und etwas mehr als eineinhalb Kilometer nördlich der Bundesautobahn 6. Die Kreisstraße LAU 26 bindet Röthenfeld an das öffentliche Straßennetz an, sie führt von Alfeld im Osten her kommend in westliche Richtung nach Lieritzhofen und von dort dann weiter nach Schupf.

## Geschichte
Röthenfeld wurde 1865 auf dem Gemeindegebiet von Pollanden gegründet. Zusammen mit Pollanden wurde Röthenfeld im Zuge der Gebietsreform in Bayern am 1. April 1971 in die Gemeinde Alfeld eingegliedert.